# سیاه‌کاج شاهزاده روپرخت
سیاه‌کاج شاهزاده روپرخت (نام علمی: Larix principis-rupprechtii) نام یک گونه از سرده سیاه‌کاج است.